# Градиште (Північна Македонія)
Градиште (мак. Градиште) — село у Північній Македонії, входить до складу общини Куманово Північно-Східного регіону.
Населення — 192 особи (перепис 2002).